# 诺纳克
诺纳克（法語：Nonac，法語發音：[nɔnak]）是法国夏朗德省的一个市镇，属于昂古莱姆区。

## 地理
诺纳克（45°25'14"N, 0°3'23"E）面积20.84 平方千米，位于法国新阿基坦大区夏朗德省，该省份为法国西部内陆省份，北起德塞夫勒省和维埃纳省，东临上维埃纳省，东南至多尔多涅省，南至多爾多涅省，西接滨海夏朗德省。
与诺纳克接壤的市镇（或旧市镇、城区）包括：库尔雅克、德维亚、佩里尼亚克、圣马夏尔、蒙莫罗、科托迪布朗扎凯。

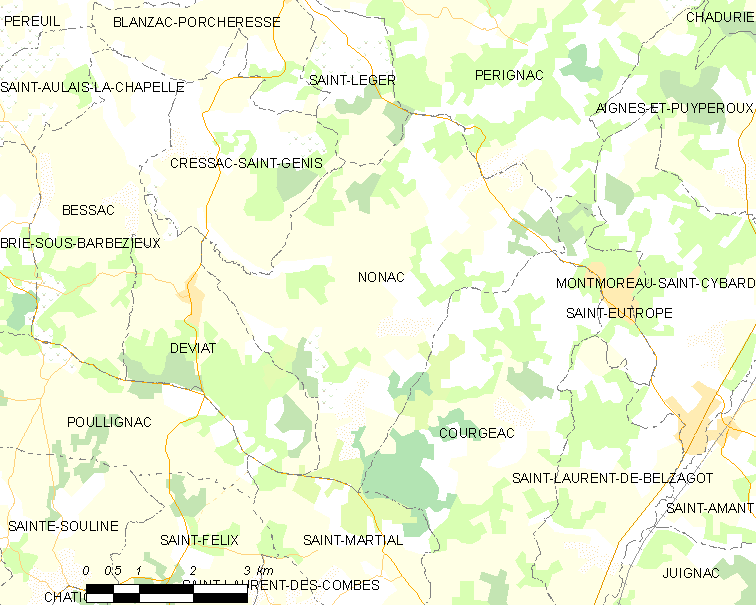
诺纳克的OSM定位图

诺纳克的时区为UTC+01:00、UTC+02:00（夏令时）。

## 行政
诺纳克的邮政编码为16190，INSEE市镇编码为16246。

## 政治
诺纳克所属的省级选区为蒂德-拉瓦莱特县。

## 人口

1962-2008年间诺纳克人口变化图示

诺纳克于2022年1月1日时的人口数量为258人。